# Vincenzo Tamagni
Ne doit pas être confondu avec Tamagno ou Dino Tamagni.
Vincenzo Tamagni ou Vincenzo da San Gimignano (né le 10 avril 1492 à San Gimignano, dans la province de Sienne, en Toscane – mort en 1530) est un peintre italien de l'école siennoise.

## Biographie
Vincenzo Tamagni fut l'élève de Le Sodoma et collabora avec lui au cycle de fresques de la Vie de Saint Benoît du cloître de l'Abbaye territoriale Santa Maria de Monte Oliveto Maggiore.
Au cours de deux longs séjours à Rome (1516-1521 et 1525-1527) il participe à l'atelier de Raphaël Sanzio, collabore aux loges vaticanes, et où il subit l'influence d'artistes comme Baldassarre Peruzzi.
Il laisse plusieurs peintures à San Gimignano, Montalcino, Monteriggioni, Pomarance, Finalborgo...

## Œuvres
- À Montalcino (de 1510 à 1512) :
  - Storie della vita della Vergine,
  - Domine quo vadis?
  - Caduta di Simon Mago à l'église  San Francesco
  - Fresque le Scrittoio, l'ex-pharmacie de l'hôpital Santa Maria della Croce.
  - Madonna in trono col Bambino, angeli, santi e personaggi famosi
  - Santa Maria della Croce.
- Au Vatican (de 1513 à 1516) décoration de la  Loggetta del Cardinal Bibbiena et (de 1516 à 1521) aux loges vaticanes.
- En l'église  Santa Maria in Arrone de Terni : cycle de fresques de la Vie de la Vierge (1516) avec Giovanni da Spoleto

- En pays siennois :
  - Fresque de  l'Assunzione della Vergine à Monteriggioni, Badia dei Santi Salvatore e Cirino,
  - La Madonna in trono col Bambino e Santi, église San Girolamo de San Gimignano (1522),
  - La Nascita della Vergine, église Sant'Agostino à San Gimignano (1523),
  - L'Assunzione della Vergine, fresque de l'église de l'abbaye à Isola[Lequel ?],
  - L'Adorazione della Croce, fresque de l'église Sant'Agostino a San Gimignano,
  - La Santa guarisce Matteo Cenni, Oratoire  Santa Caterina à Sienne,
  - L'Eterno Padre con angeli musicanti et les scènes de l'’Annunciazione et de la  Visitazione, fresques de l'Oratoire dell'Annunziatade l'église San Giovanni Battista de Pomarance (1524), in cui è raffigurato L'Eterno Padre con angeli musicanti e scene dell’Annunciazione e della Visitazione;
  - La Vergine e il Bambino, fra San Giovanni Battista e un Santo Vescovo, palazzo dell'ex Pretura de Pomarance (1524?), fresques de trois tympans au  Vicariato de Val di Cecina,
- La Madonna e Santi (chapelle San Giovanni Battista à l'église archiprêtrale de Pomarance (1525)

- Seconde période romaine conclue avec le Sac de Rome (de 1525 à 1527)[2] : 
  - Les Sposalizio della Vergine (Galleria nazionale d'arte antica, palazzo Barberini à Rome (1526),
  - Fresques des plafonds de trois chambre de la Villa Lante.

- Derniers travaux à San Gimignano et aux alentours (de 1527 à 1530) :
  - La Madonna del Soccorso, Montalcino (1527),
  - Le Nozze mistiche di Santa Caterina d’Alessandria, Palazzo Pratellesi (1528),
  - L'Incontro di San Gioacchino e Sant'Anna alla Porta Aurea, pieve di San Salvatore à Istia d'Ombrone, Grosseto (1528),
  - Le San Giuseppe pour la chapelle San Giuseppe à Ripomarance (1528), transféré au Palazzo Barberini à Rome (cfr. Spinelli 1993).
- Collégiale San Biagio (Finalborgo) : retable de la Madone du Rosaire où il s'est représenté en personnage  regardant le spectateur et non la Vierge.
- Saint-Sébastien vendu aux enchères par Artcurial le 9 Novembre 2022[3]